# Louis Douven
Lodewijk Willem Maria (Louis) Douven (Rotterdam, 16 juli 1929 – Linne, 28 oktober 2000) was een Nederlands politicus van de KVP en later het CDA.
Hoewel hij geboren werd in Rotterdam bracht hij zijn jeugd vooral door in Roermond. In 1948 ging hij werken bij de gemeente Neer en in 1951 maakte hij de overstap naar de gemeente Melick en Herkenbosch. In 1953 trad hij in dienst bij de gemeente Nieuwenhagen en in april 1967 werd Douven benoemd tot de burgemeester van Linne. In 1969 werd hij daarnaast waarnemend burgemeester van Wessem en begin 1970 werd hij daar alsnog de burgemeester. Op 1 januari 1991 ging Linne op in de gemeente Maasbracht en Wessem ging toen op in de gemeente Heel waarmee zijn functies kwamen te vervallen. Eind 2000 overleed Douven op 71-jarige leeftijd.